# Morphismus (Varietät)
Ein Morphismus von Varietäten ist in der algebraischen Geometrie eine Abbildung von Varietäten mit bestimmten Regularitätseigenschaften. Ein Morphismus affiner Varietäten ist eine polynomiale Abbildung. Morphismen affiner Varietäten entsprechen eindeutig Homomorphismen ihrer Koordinatenringe. Die Definition kann auf quasiaffine, projektive und quasiprojektive Varietäten verallgemeinert werden, indem man Morphismen  mit Hilfe regulärer Funktionen lokal definiert.
Morphismen abstrakter Varietäten sind lokale Garbenmorphismen.
(Bemerkung: Die Bezeichnung ist in der Literatur nicht einheitlich. Zum Teil wird auch für einen Morphismus der Ausdruck reguläre Abbildung verwendet, nicht zu verwechseln mit regulären Funktionen.)

## Definitionen

### Affine Varietäten
{\displaystyle \mathbb {A} _{k}^{n}} bezeichne den n-dimensionalen affinen Raum über einem Körper k.
Eine Teilmenge {\displaystyle V\subset \mathbb {A} _{k}^{n}} ist eine algebraische Menge, wenn sie durch ein Ideal {\displaystyle I\subset k[x_{1},\ldots ,x_{n}]} bestimmt wird:
{\displaystyle V=\{(x_{1},\ldots ,x_{n})|f(x_{1},\ldots ,x_{n})=0{\text{ für alle }}f\in I\}}
Eine algebraische Menge ist eine affine Varietät, wenn sie sich nicht als echte Vereinigung zweier algebraischer Mengen schreiben lässt.
Sind {\displaystyle V\subset \mathbb {A} _{k}^{n}} und {\displaystyle W\subset \mathbb {A} _{k}^{m}} algebraische Mengen bzw. affine Varietäten, so heißt eine Abbildung
{\displaystyle f\colon V\to W}
Morphismus, wenn es Polynome {\displaystyle f_{1},\ldots ,f_{m}\in k[x_{1},\ldots ,x_{n}]} gibt, sodass für die Abbildung
{\displaystyle F\colon \mathbb {A} _{k}^{n}\to \mathbb {A} _{k}^{m}}
{\displaystyle F\colon (x_{1},\ldots ,x_{n})\mapsto (f_{1}(x_{1},\ldots ,x_{n}),\ldots ,f_{m}(x_{1},\ldots ,x_{n}))}
gilt, dass
{\displaystyle F|_{V}=f}
Ein Isomorphismus ist ein bijektiver Morphismus, dessen Umkehrabbildung ebenfalls ein Morphismus ist. Es gibt bijektive Morphismen, die keine Isomorphismen sind.
Die Morphismen von {\displaystyle V} nach {\displaystyle k} bilden eine {\displaystyle k}-Algebra, den Koordinatenring, der mit {\displaystyle k[V]} bezeichnet wird. Es gibt einen kanonischen Isomorphismus
{\displaystyle k(x_{1},\ldots ,x_{n})/I(V)\to k[V]}
wobei {\displaystyle I(V)} das Verschwindungsideal von {\displaystyle V} ist:
{\displaystyle I(V):=\{f\in k[x_{1},\ldots ,x_{n}]|f(x_{1},\ldots ,x_{n})=0{\text{ für alle }}(x_{1},\ldots ,x_{n})\in V\}}

### Zusammenhang mit Algebrenhomomorphismen
Ist {\displaystyle \alpha } ein Morphismus
{\displaystyle \alpha \colon V\to W}
dann ist {\displaystyle \alpha ^{*}}
{\displaystyle \alpha ^{*}\colon k[W]\to k[V]}
definiert durch
{\displaystyle \alpha ^{*}(f)=f\circ \alpha }
ein Homomorphismus von {\displaystyle k}-Algebren.
Diese Zuordnung ist ein kontravarianter Funktor von der Kategorie der algebraischen Mengen in die Kategorie der reduzierten {\displaystyle k}-Algebren von endlichen Typ. Jede reduzierte {\displaystyle k}-Algebra ist isomorph zu einem {\displaystyle k[V]}. Der Funktor ist eine Äquivalenz von Kategorien.
Die Zuordnung ist auch ein kontravarianter Funktor von der Kategorie der affinen Varietäten in die Kategorie der nullteilerfreien {\displaystyle k}-Algebren von endlichen Typ. Auch dies ist eine Äquivalenz von Kategorien.

### Affine, quasiaffine, projektive und quasiprojektive Varietäten
Um die Definition auf quasiaffine, projektive und quasiprojektive Varietäten zu erweitern, werden zunächst reguläre Funktionen definiert, um dann einen Morphismus lokal zu definieren.

#### Reguläre Funktionen
Ist {\displaystyle Y\subset \mathbb {A} _{k}^{n}} eine quasiaffine Varietät, so ist eine Funktion {\displaystyle f\colon Y\to k} regulär in einem Punkt {\displaystyle P\in Y}, wenn es eine offene Umgebung {\displaystyle U} mit {\displaystyle P\in U} gibt und Polynome {\displaystyle g,h\in k[x_{1},\ldots ,x_{n}]} gibt, sodass {\displaystyle h} nirgendwo auf {\displaystyle U} Nullstellen hat und {\displaystyle f|_{U}={\frac {g}{h}}}
Ist {\displaystyle Y\subset \mathbb {P} _{k}^{n}} eine quasiprojektive Varietät, so ist eine Funktion {\displaystyle f\colon Y\to k} regulär in einem Punkt {\displaystyle P\in Y}, wenn es eine offene Umgebung {\displaystyle U} mit {\displaystyle P\in U} gibt und homogene Polynome {\displaystyle g,h\in k[x_{0},x_{1},\ldots ,x_{n}]} mit demselben Grad gibt, sodass {\displaystyle h} nirgendwo auf {\displaystyle U} Nullstellen hat und {\displaystyle f|_{U}={\frac {g}{h}}}
{\displaystyle g} und {\displaystyle h} sind keine Funktionen auf dem {\displaystyle \mathbb {P} _{k}^{n}}, aber {\displaystyle {\frac {g}{h}}} ist eine wohldefinierte Funktion, da {\displaystyle g} und {\displaystyle h} homogen vom gleichen Grad sind.
Ist {\displaystyle Y} eine quasiaffine oder eine quasiprojektive Varietät, so ist eine Funktion {\displaystyle f\colon Y\to k} regulär, wenn sie auf jedem Punkt in {\displaystyle Y} regulär ist.
Wird der Körper {\displaystyle k} mit dem affinen Raum {\displaystyle \mathbb {A} _{k}^{1}} identifiziert, so ist eine reguläre Funktion stetig in der Zariski-Topologie. (Umgekehrt ist aber nicht jede stetige Abbildung eine reguläre Funktion.)

### Morphismen
Im Folgenden sind {\displaystyle X} und {\displaystyle Y} affine, quasiaffine, projektive oder quasiprojektive Varietäten.
Diese Objekte tragen auf natürliche Weise eine Topologie, nämlich die Zariski-Topologie, in der die abgeschlossenen Mengen genau die algebraischen Mengen sind.
Ein Morphismus von {\displaystyle X} nach {\displaystyle Y} ist eine stetige Funktion {\displaystyle \phi \colon X\to Y}, die reguläre Funktionen von {\displaystyle Y} auf reguläre Funktionen von {\displaystyle X} zurückholt. Genauer:
- Eine stetige Funktion {\displaystyle \phi \colon X\to Y} ist ein Morphismus, wenn für alle offenen Teilmengen {\displaystyle V\subset Y} gilt, dass, falls {\displaystyle f\colon V\to k} eine reguläre Funktion ist, dann auch {\displaystyle f\circ \phi \colon \phi ^{-1}(V)\to k} regulär auf {\displaystyle \phi ^{-1}(V)} ist.

## Rationale Abbildung
Eine rationale Abbildung ist ein Morphismus {\displaystyle \phi } von einer offenen Menge {\displaystyle U\subset X} nach {\displaystyle Y}, sodass {\displaystyle \phi } keine Fortsetzung auf einer echten Obermenge von {\displaystyle Y} hat. Ist {\displaystyle x\in U}, so wird {\displaystyle \phi } regulär in {\displaystyle x} genannt. Ein Morphismus wird daher auch reguläre Abbildung genannt.

## Beispiele

### Neilsche Parabel

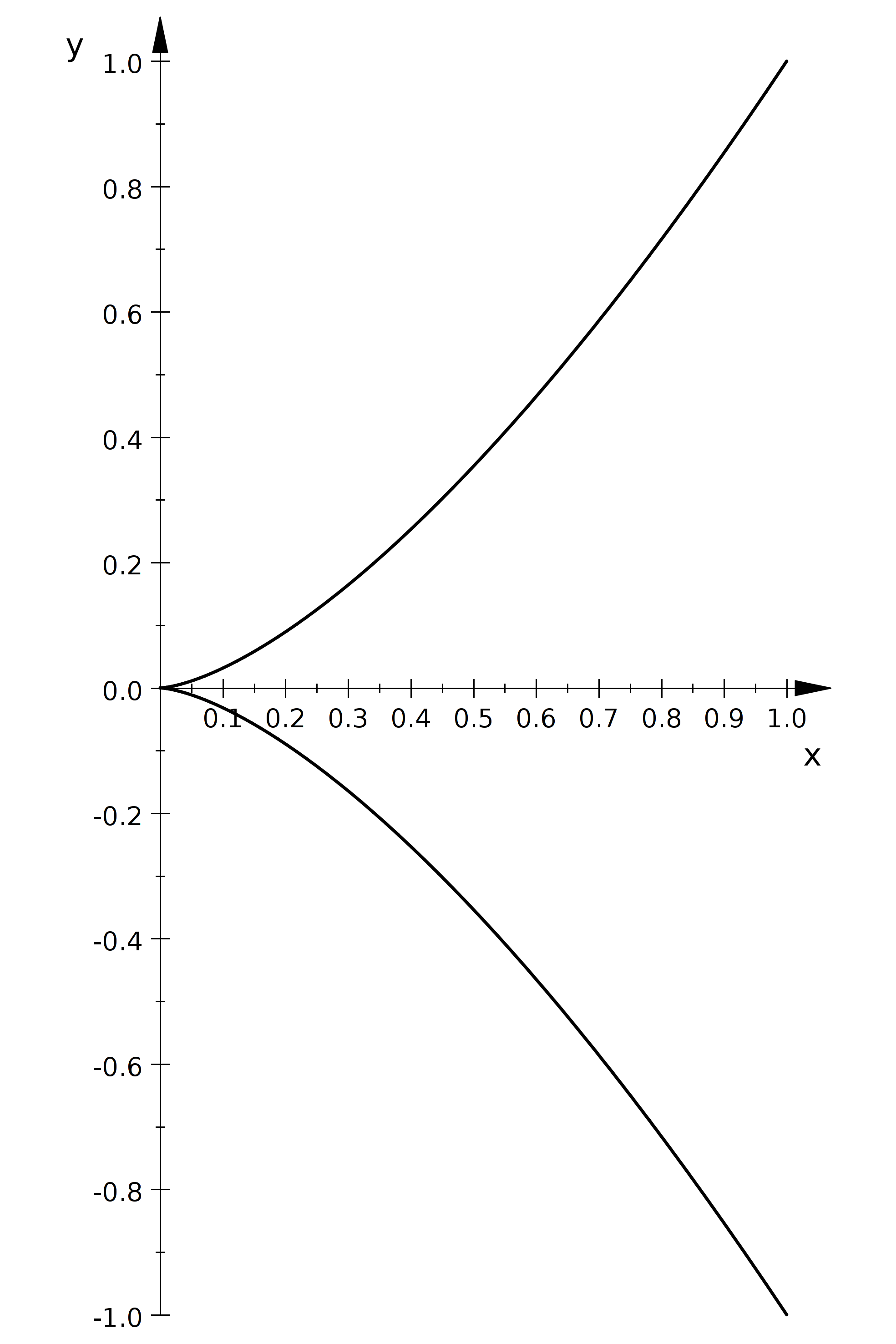
Die Neilsche Parabel in der affinen reellen Ebene

Ein Isomorphismus ist bijektiv und ein Homöomorphismus, aber ein bijektiver Homöomorphismus ist nicht unbedingt ein Isomorphismus:
Ist {\displaystyle X} die Neilsche Parabel,
{\displaystyle X:=\{(x,y)\in \mathbb {A} _{k}^{2}|\ y^{2}=x^{3}\}}
so ist die Abbildung
{\displaystyle f\colon \mathbb {A} _{k}^{1}\to X}
{\displaystyle f\colon (x)\mapsto (x^{2},x^{3})}
ein bijektiver Homöomorphismus, der kein Isomorphismus ist, da die Umkehrabbildung kein Morphismus ist.

### Quasiaffine Varietäten
Es ist nicht immer möglich, Morphismen von quasiaffinen Varietäten durch Einschränkungen ihrer affinen Obervarietät zu definieren, da nicht jeder Morphismus einer quasiaffinen Varietät eine Einschränkung eines Morphismus der Obervarietät ist.
Die Varietät {\displaystyle Y=A_{k}^{1}\setminus \{0\}} ist quasiaffin.
Der Morphismus:
{\displaystyle f\colon Y\to Y}
{\displaystyle f\colon x\mapsto {\frac {1}{x}}}
ist ein Isomorphismus, für den es keinen Morphismus {\displaystyle g\colon A_{k}^{1}\to A_{k}^{1}} gibt mit {\displaystyle g_{|Y}=f}
Es gilt
{\displaystyle Y\subsetneq A_{k}^{1}\subsetneq P_{k}^{1}} und
{\displaystyle Y\cup \{0\}=A_{k}^{1}}
{\displaystyle A_{k}^{1}\cup \{\infty \}=P_{k}^{1}}
Für den Morphismus {\displaystyle g\colon P_{k}^{1}\to P_{k}^{1}} mit {\displaystyle (x:y)\mapsto (y:x)}, also {\displaystyle 0\mapsto \infty } und {\displaystyle \infty \mapsto 0} gilt hingegen {\displaystyle g_{|Y}=f}.
Es lässt sich ein Isomorphismus von {\displaystyle Y} zu einer affinen Varietät angeben. Ist nämlich allgemein {\displaystyle h\in k[x_{1},\ldots ,x_{n}]} ein irreduzibles Polynom und
{\displaystyle A_{k}^{n}\setminus V(f)=\{(x_{1},\ldots ,x_{n})\in A_{k}^{n}|f(x_{1},\ldots ,x_{n})\neq 0\}}
die entsprechende quasiaffine Varietät, außerdem {\displaystyle X\subset A_{k}^{n+1}} die Hyperfläche
{\displaystyle X:=\{(x_{1},\ldots ,x_{n+1})\in A_{k}^{n+1}|x_{n+1}f(x_{1},\ldots ,x_{n})=1\}}
so ist die Abbildung
{\displaystyle \phi \colon X\to A_{k}^{n}\setminus V(f)}
{\displaystyle \phi \colon (x_{1},\ldots ,x_{n+1})\mapsto (x_{1},\ldots ,x_{n})}
ein Isomorphismus.
Entfernt mal aber aus einer affinen Varietät eine Untervarietät der Kodimension größer als 1, so ist diese Varietät nicht affin.

## Bilder von Morphismen
Bilder quasiprojektiver Varietäten unter Morphismen sind im Allgemeinen keine quasiprojektiven Varietäten. Betrachtet man etwa den Morphismus
{\displaystyle f\colon A_{k}^{2}\to A_{k}^{2},(x,y)\mapsto (x,xy),}
so erhält man als Bild {\displaystyle f(A_{k}^{2})=\{(0,0)\}\cup \{(x,y)\in A_{k}^{2}\mid x\neq 0\}}. Dies ist keine lokalabgeschlossene Menge in {\displaystyle A_{k}^{2}}. Das Bild ist jedoch stets eine konstruierbare Menge. Allgemein gilt, dass Morphismen konstruierbare Mengen auf konstruierbare Mengen abbilden.